# (1478) Vihuri
(1478) Vihuri – planetoida z pasa głównego asteroid okrążająca Słońce w ciągu 3 lat i 320 dni w średniej odległości 2,47 au. Została odkryta 6 lutego 1938 roku w Obserwatorium Iso-Heikkilä w Turku przez Yrjö Väisälä. Nazwa planetoidy pochodzi od A. Vihuri, fińskiego armatora i mecenasa sztuki i nauki. Przed nadaniem nazwy planetoida nosiła oznaczenie tymczasowe (1478) 1938 CF.